# Marcel Pepin
Pour les articles homonymes, voir Pépin.
Marcel Pepin, né à Montréal le 28 février 1926 et mort dans la même ville le 6 mars 2000 (à l'âge de 74 ans), est un syndicaliste québécois.
Élu au comité exécutif de la Confédération des syndicats nationaux (CSN) à titre de secrétaire général en 1961, il en assume la présidence de 1965 à 1976. Marcel Pepin fut l’un des syndicalistes québécois les plus influents du XXe siècle.

## Biographie
Marcel Pepin est diplômé de l’École des sciences sociales de l'Université Laval. La faculté, alors dirigée par Georges-Henri Lévesque, est un haut lieu de contestation du Duplessisme. 
Il s’engage rapidement à la Confédération des travailleurs catholique du Canada (CTCC), qui deviendra la CSN en 1960, où il occupe diverses fonctions. Il est notamment négociateur pour la Fédération nationale de la métallurgie de 1949 à 1961.
Il est élu au comité exécutif de la Confédération des syndicats nationaux (CSN), d’abord comme secrétaire général en 1961, puis comme président de 1965 à 1976. 
Il participe notamment à la syndicalisation de la fonction publique québécoise et aux premières négociations du secteur public. Il sera l’un des architectes du premier front commun intersyndical du secteur public en 1972. Il sera emprisonné avec les présidents des deux autres centrales syndicales québécoises pour outrage au tribunal en lien avec son implication lors de cette négociation.
À titre de président de la CSN, Pepin est l’auteur d’une série de rapports moraux qui vont imprimer une orientation de plus en plus radicale à la centrale. Plusieurs des idées développées alors, comme le Deuxième front, ont toujours court dans la centrale.
Pepin présidera la Confédération mondiale du travail de 1973 à 1981. C’est le premier Québécois à diriger une organisation syndicale internationale. 
Il enseignera les relations industrielles à l'Université de Montréal de 1980 à 1990. Il collabore à la mise sur pied de la Fédération québécoise des professeures et professeurs d'université.

## Le Deuxième front
En 1968, Marcel Pepin, alors président de la Confédération des syndicats nationaux (CSN), travaille à la publication d’un texte phare de l’histoire de la CSN, le deuxième front. Ce document est adopté par le congrès de la CSN en octobre 1968 et marquera l’action syndicale de la centrale syndicale pour les années à venir.
Le deuxième front vise à dépasser le cadre de la négociation des conventions collectives pour s’intéresser à la vie des travailleurs et travailleuses à l’extérieur du milieu de travail. Cela implique d’œuvrer pour des changements sociaux qui touchent les salarié-es dans leur vie de citoyen et citoyenne (logement, alimentation, inflation, etc.), que ce soit au niveau municipal, provincial ou fédéral.  
Inspirée par l’adoption de ce document en congrès, la CSN formera des comités d’action politiques dans les villes et régions et dans les milieux de travail. À Montréal, cela mènera à la formation du Front d'action politique (FRAP), un parti politique municipal actif de 1969 à 1973.
Durant cette période, la CSN fait des ponts avec des groupes sociaux pour encourager l'action des travailleurs et travailleuses, à l'intérieur comme à l'extérieur des milieux de travail, notamment par la création d'associations de quartier, de groupes de consommateurs ou encore de coopératives d'habitation.

## Citations célèbres
- « C’est la population laborieuse elle-même qui doit s’imposer dans l’histoire et bâtir la société qu’elle veut. »[3]
- « Il ne suffit pas d’avoir raison, encore faut-il avoir la force d’avoir raison. »[4],[5]
- « J’estime que l’existence des syndicats s’avère nécessaire pour le bon fonctionnement d’une société démocratique. Les syndicats sont des contre-pouvoirs dans notre société (pas le seul contre-pouvoir, mais le plus important). Faire disparaître les syndicats, cela conduit à l’établissement d’une société de plus en plus autoritaire, tout sera décidé unilatéralement par l’employeur ou encore par le gouvernement, utilisant lois et décrets. »[6]